# Geschwister-Scholl-Gymnasium (Velbert)
Das Geschwister-Scholl-Gymnasium wurde 1903 als „Städtisches Realprogymnasium mit Realschule (i. E.)“ mit Blick auf die praktischen Ausbildungsbedürfnisse für Kinder der Mittelschicht gegründet. Seit 2009 ist es das einzige allgemeinbildende Gymnasium in Velbert mit Ganztageskonzept. Es trägt den Namen im Gedenken an die Geschwister Scholl, die für ihren Widerstand gegen den Nationalsozialismus hingerichtet wurden.

## Geschichte
Als das Geschwister-Scholl-Gymnasium Ostern 1903 mit 41 Schülern in der Kaiserstraße begann, erhielt es den Namen „Städtisches Realprogymnasium mit Realschule (i. E.)“. Im Januar 1906 zog es um in das erst am 25. Juni 1906 eingeweihte Gebäude in der heutigen Friedrich-Ebert-Straße ein, in dem sich heute das Nikolaus-Ehlen-Gymnasium befindet.
Nach dem Zweiten Weltkrieg wurden ein selbständiges Mädchengymnasium und eine Realschule ausgegliedert. Im November 1964 wurde das Gebäude an der Poststraße bezogen und erhielt damit auch den Namen „Gymnasium Poststraße“. Das Mädchengymnasium übernahm das zurückgelassene Gebäude an der Friedrich-Ebert- bzw. Blumenstraße. Am 22. Februar 1983, dem 40. Todestag von Hans und Sophie Scholl, bekam das Gymnasium Poststraße zu deren Ehren seinen heutigen Namen.
Seit 1991 ist die Schule mit allen Klassen und Kursen am heutigen Standort in Velbert-Birth. Dieser Umzug hat seinen Ursprung in dem Beschluss des Rates der Stadt Velbert vom 12. Februar 1986, im Schulgebäude an der Poststraße eine Gesamtschule einzurichten.
Dort erfolgte ab 2004 eine grundlegende Sanierung des in die Jahre gekommenen Gebäudes. Dabei wurde ein neuer Innenanstrich der Einbau neuer Wände und Rauchschutztüren zur Einhaltung der Brandschutzrichtlinien und eine vollständige Renovierung der Fassade vorgenommen.
Im Jahr 2010 wurden die Gebäude modern renoviert und restauriert, auch wurde der 67,5-Minuten-Takt eingeführt, später folgte auch die Einführung des Lehrerraumprinzips.
Angelika Vogt leitete bis Sommer 2012 das Gymnasium über 14 Jahre und übergab die Schulleitung an Reinhard Schürmann für eine kurze Zeit, dann übernahm Gabriele Commandeur.
Im Sommer 2023 übernahm Stefanie Reuter die Schulleitung.

## Leitbild
Das Leitbild des Geschwister-Scholl-Gymnasiums orientiert sich an den Werten von Hans und Sophie Scholl – Zivilcourage, Verantwortungsbewusstsein und der Mut, für Überzeugungen einzustehen.
Zentrale Ziele der Schule sind die Förderung von kritischem Denken, Toleranz, Verantwortung und selbstbestimmtem Handeln.
Als „Schule ohne Rassismus – Schule mit Courage“ steht das GSG für ein respektvolles Miteinander, kulturelle Offenheit und die aktive Auseinandersetzung mit gesellschaftlichen Herausforderungen. Die Schule lebt demokratische Werte im Alltag, unterstützt soziales Engagement und legt besonderen Wert auf eine vertrauensvolle Zusammenarbeit zwischen Schüler:innen, Lehrkräften und Eltern.

## Ganztagsschule und AG-Angebote
Als Ganztagsschule bietet das Geschwister-Scholl-Gymnasium (GSG) nicht nur regulären Fachunterricht, sondern auch ein durchdachtes Lernzeitenkonzept, das die Schülerinnen und Schüler beim individuellen Lernen unterstützt.
In den unterschiedlichen Jahrgangsstufen sind feste Lernzeiten im Stundenplan verankert. Diese dienen der Vertiefung von Unterrichtsinhalten, der individuellen Förderung sowie der gezielten Vorbereitung auf Leistungsnachweise. Lehrkräfte begleiten die Lernzeiten, geben strukturierte Aufgaben und stehen unterstützend zur Seite. Ziel ist es, eigenverantwortliches Arbeiten zu fördern und zugleich schulische Inhalte zu festigen.
Im Nachmittagsbereich ergänzt ein breit aufgestelltes AG-Angebot das schulische Lernen. Schülerinnen und Schüler können aus einer Vielzahl an sportlichen, kreativen und praktischen Angeboten wählen, zum Beispiel:
- Tanz-AG
- Schulgarten
- Roboter-AG
- Fußball-AG
- Harry Potter-AG
- Hunde-AG

## Bilingualer Unterricht
Bereits ab Klasse 5 erhalten alle Schülerinnen und Schüler am GSG eine zusätzliche Englischstunde, um ihre sprachlichen Fähigkeiten frühzeitig zu fördern und eine solide Basis für die weitere Schulzeit zu schaffen.
Der eigentliche bilinguale Unterricht beginnt in Klasse 7 mit dem Fach Erdkunde auf Englisch. In Klasse 8 kommen Geschichte und in Klasse 9 Politik/Wirtschaft als bilinguale Sachfächer hinzu. In der Oberstufe kann der bilinguale Unterricht fortgesetzt und mit dem bilingualen Abitur abgeschlossen werden.
Der Unterricht im bilingualen Zweig erfolgt in einem Kurssystem mit zusätzlichen Stunden, die den Einstieg in das Lernen von Sachfächern auf Englisch erleichtern. Ziel ist es, die Schülerinnen und Schüler sowohl sprachlich als auch interkulturell zu stärken und sie auf ein Studium oder einen Beruf im internationalen Umfeld vorzubereiten.

## Europaschule und Erasmus+
Seit dem Schuljahr 2020/21 ist das Geschwister-Scholl-Gymnasium offiziell als Europaschule des Landes Nordrhein-Westfalen ausgezeichnet. Damit verpflichtet sich das GSG zur Förderung interkultureller Kompetenz und zur Erziehung der Schülerinnen und Schüler zu weltoffenen und reflektierten Bürgerinnen und Bürgern Europas.
Ein fester Bestandteil im Jahresverlauf ist der Europatag, der jedes Jahr feierlich begangen wird. In zahlreichen Workshops, Projekten und Aktionen setzen sich alle Jahrgangsstufen mit den Themen Sprachenvielfalt, europäische Kulturen, Demokratie, Menschenrechte und gesellschaftliche Vielfalt auseinander.
Seit dem Schuljahr 2023/24 ist das GSG außerdem als Erasmus+ Schule akkreditiert. Diese Auszeichnung ermöglicht finanzielle Unterstützung für europäische Austauschprojekte, bei denen Schülerinnen und Schüler für mehrere Tage oder Wochen in Gastfamilien untergebracht werden, um neue Kulturen und Schulsysteme kennenzulernen und ihre sprachlichen sowie sozialen Kompetenzen zu stärken.
Die Austauschpartner wechseln jährlich – in den vergangenen Durchläufen gehörten Estland, Lettland, Finnland, Frankreich und Spanien zu den Partnerländern.
Darüber hinaus pflegt das GSG seit vielen Jahren eine enge Partnerschaft mit der französischen Stadt Châtellerault, die einen zehntägigen Schüleraustausch für die neunten Klassen ermöglicht und ein fester Bestandteil im Schulprogramm ist.

## Aufführungen und kulturelle Projekte
Die Theater-AG des GSG wird von einer Theaterpädagogin geleitet. Die Ergebnisse der Arbeit werden jährlich in mehreren Theateraufführungen präsentiert.
Bei den „Kulturhappen“, eine schulweite Veranstaltung, zeigen Schülerinnen und Schüler ihre künstlerischen, musikalischen oder sprachlichen Talente auf der Bühne.
Im Rahmen des Drehtürprojekts haben besonders begabte und motivierte Schülerinnen und Schüler die Möglichkeit, sich mit einem selbstgewählten Forschungsthema/Projekt vertieft auseinanderzusetzen und diese vorzustellen.
Darüber hinaus werden in verschiedenen Fächern regelmäßig fächerübergreifende Projekte durchgeführt, deren Ergebnisse ebenfalls öffentlich präsentiert werden. So nutzt z. B. der Literaturkurs der Oberstufe oder der Musikunterricht mit Instrumentalausbildung in der Sekundarstufe I die Bühne, um eigene Werke und Performances vorzustellen.

## Selbstlernzentrum der Sekundarstufe II
Seit dem Schuljahr 2024/2025 verfügt das Gebäude der Oberstufe über ein modernes Selbstlernzentrum, das von Schülerinnen und Schülern mit aufgebaut und betreut wird.